# Wongaya Gede
Wongaya Gede is een bestuurslaag in het regentschap Tabanan van de provincie Bali, Indonesië. Wongaya Gede telt 2699 inwoners (volkstelling 2010).